# Leichtathletik-Europameisterschaften 1966/Diskuswurf der Frauen

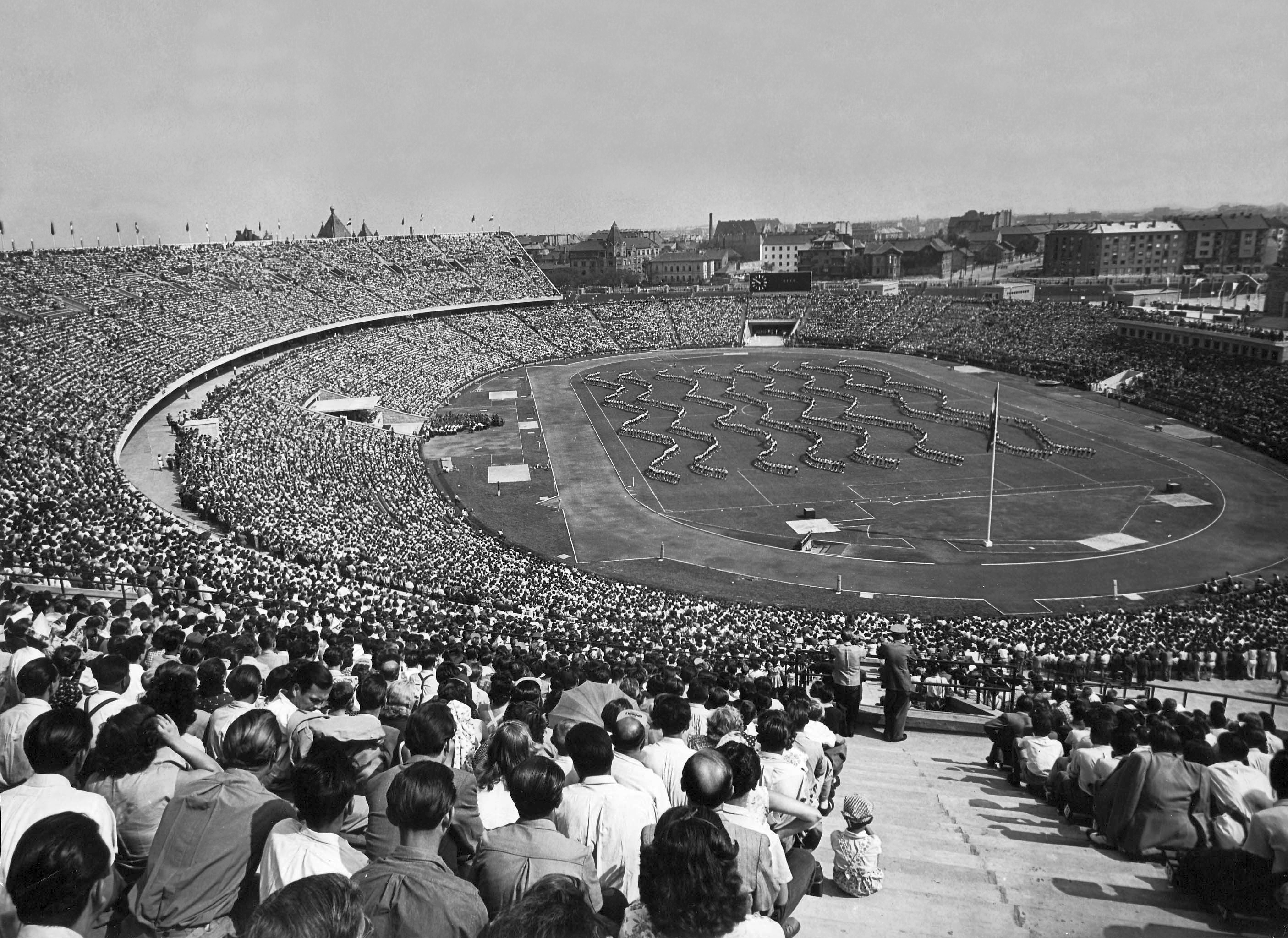
Das Népstadion bei einer Veranstaltung im Jahr 1953

Der Diskuswurf der Frauen bei den Leichtathletik-Europameisterschaften 1966 wurde am 31. August und 1. September 1966 im Budapester Népstadion ausgetragen.
Mit Gold und Bronze gab es in diesem Wettbewerb zwei Medaillen für die Werferinnen aus der DDR. Europameisterin wurde Christine Spielberg. Sie gewann vor der bundesdeutschen Athletin Liesel Westermann. Bronze ging an Anita Hentschel.

## Rekorde

### Bestehende Rekorde
| Weltrekord   | 59,70 m | Tamara Press | Moskau, Sowjetunion (heute Russland) | 11. August 1965    |
| Europarekord | 59,70 m | Tamara Press | Moskau, Sowjetunion (heute Russland) | 11. August 1965    |
| EM-Rekord    | 56,91 m | Tamara Press | EM Belgrad, Jugoslawien              | 15. September 1962 |

### Rekordverbesserungen
Der bestehende Meisterschaftsrekord wurde bei diesen Europameisterschaften im Finale am 1. September zweimal verbessert:
- 57,38 m – Liesel Westermann (BR Deutschland), 3. Durchgang
- 57,76 m – Christine Spielberg (DDR), 4. Durchgang

## Problemfeld Geschlechtsstatus
Diskussionen gab es um die Frage des Geschlechtsstatus: Sind alle Sportlerinnen, die bei den Frauenwettkämpfen antreten, tatsächlich, Frauen? Es hatte in der Vergangenheit vor allem bei den beiden überaus erfolgreichen sowjetischen Geschwistern Tamara und Irina Press sowie auch bei anderen Athletinnen, diesbezüglich Zweifel gegeben. Die beiden stellten sich den neu eingeführten sogenannten Sextests nicht, nahmen somit an diesen Europameisterschaften nicht teil und tauchten von da an nie mehr bei Wettkämpfen auf.

## Qualifikation
31. August 1966, 10.00 Uhr

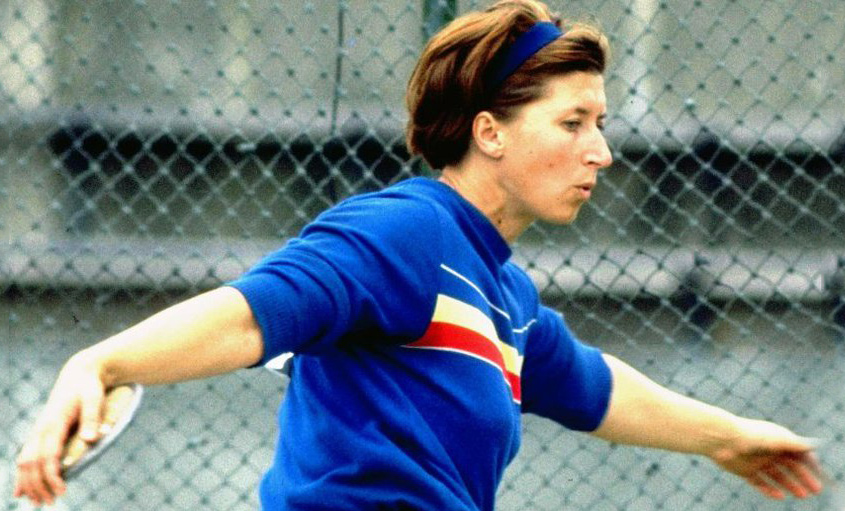
Die zweifache Olympiadritte von 1960 und 1964 Lia Manoliu scheiterte in der Qualifikation – zwei Jahre später wurde sie Olympiasiegerin

Im Gegensatz zum Kugelstoßen am Tag zuvor mit ebenfalls vierzehn Teilnehmerinnen verzichteten die Organisatoren im Diskuswurf nicht auf die Qualifikationsrunde. Elf Athletinnen (hellblau unterlegt) übertrafen die Weite für den direkten Finaleinzug von 50,00 m. Damit war die Mindestanzahl von zwölf Finalteilnehmerinnen nicht erreicht. Das Finalfeld wurde mit der nächsten bestplatzierten Sportlerin (hellgrün unterlegt) auf zwölf Wettbewerberinnen aufgefüllt. So reichten schließlich 49,66 m für die Finalteilnahme. Lediglich zwei Werferinnen schieden aus.
| Platz | Name                     | Nation           | Weite (m) |
| ----- | ------------------------ | ---------------- | --------- |
| 1     | Liesel Westermann        | BR Deutschland   | 56,42     |
| 2     | Ludmilla Schtscherbakowa | Sowjetunion      | 55,96     |
| 3     | Christine Spielberg      | DDR              | 53,94     |
| 4     | Štěpánka Mertová         | Tschechoslowakei | 53,52     |
| 5     | Jolán Kleiber            | Ungarn           | 53,28     |
| 6     | Judit Stugner            | Ungarn           | 53,12     |
| 7     | Anita Hentschel          | DDR              | 52,10     |
| 8     | Kriemhild Limberg        | BR Deutschland   | 52,02     |
| 9     | Ingrid Lotz              | DDR              | 51,60     |
| 10    | Wirschinija Michajlowa   | Bulgarien        | 51,56     |
| 11    | Elivia Ricci             | Italien          | 51,46     |
| 12    | Jiřina Němcová           | Tschechoslowakei | 49,66     |
| 13    | Lia Manoliu              | Rumänien         | 49,44     |
| 14    | Pina Thani               | Albanien         | 42,12     |

## Finale

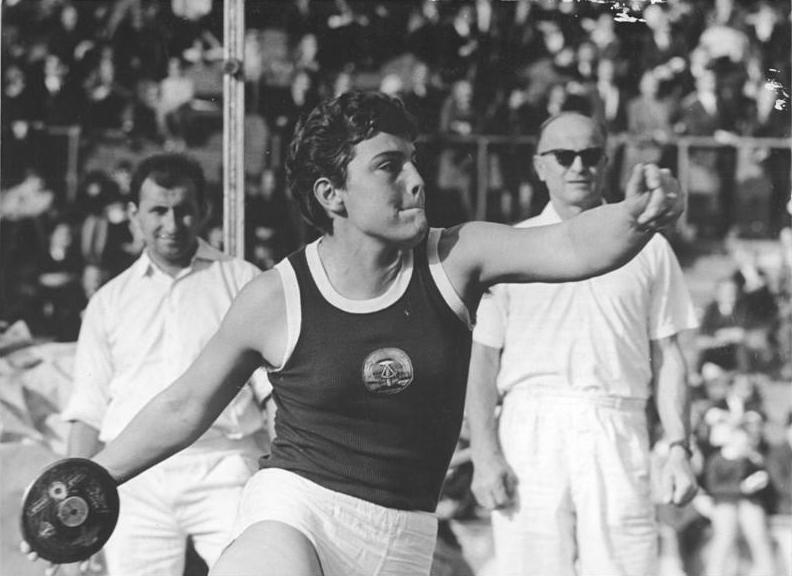
Bronzemedaillengewinnerin Anita Hentschel
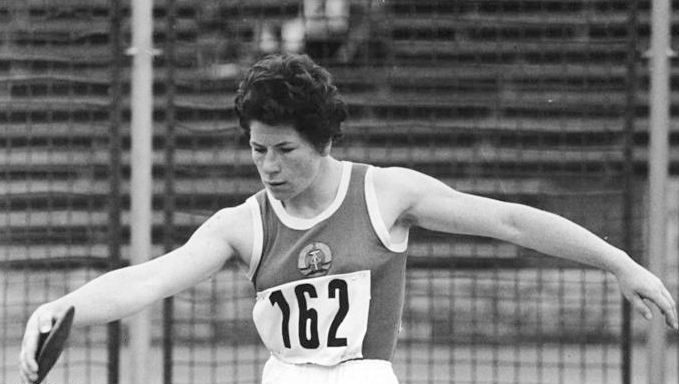
Die Olympiazweite von 1964 Ingrid Lotz erreichte Platz sechs

1. September 1966, 17.00 Uhr
| Platz | Name                     | Nation           | Weite (m) |
| ----- | ------------------------ | ---------------- | --------- |
| 1     | Christine Spielberg      | DDR              | 57,76 CR  |
| 2     | Liesel Westermann        | BR Deutschland   | 57,38 BR  |
| 3     | Anita Hentschel          | DDR              | 56,80     |
| 4     | Jolán Kleiber            | Ungarn           | 56,24     |
| 5     | Wirschinija Michajlowa   | Bulgarien        | 53,68     |
| 6     | Ingrid Lotz              | DDR              | 53,34     |
| 7     | Jiřina Němcová           | Tschechoslowakei | 52,40     |
| 8     | Štěpánka Mertová         | Tschechoslowakei | 51,64     |
| 9     | Ludmilla Schtscherbakowa | Sowjetunion      | 50,56     |
| 10    | Judit Stugner            | Ungarn           | 49,96     |
| 11    | Kriemhild Limberg        | BR Deutschland   | 49,20     |
| 12    | Elivia Ricci             | Italien          | 48,80     |

Die Europameisterin und Vizeeuropameisterin hatten im Finale folgende Versuchsserien (x – ungültig):
- Christine Spielberg: 54,32 m – 53,54 m – 54,20 m – 57,76 m CR – x – 54,24 m
- Liesel Westermann: 55,82 m – 55,50 m – 57,38 m CR/BR – 55,18 m – 52,64 m – 56,54 m